# Próba przeczekania wiatru
Próba przeczekania wiatru – czwarty album studyjny zespołu Lorein, wydany 24 marca 2023. Był to pierwszy album grupy od czasu Złamań z roku 2017 oraz zmian w składzie.  

## Powstawanie albumu
W kwietniu 2018 roku, na profilu grupy na Facebooku, Łukasz Lańczyk poinformował fanów, że pozostali członkowie Lorein opuścili zespół w trakcie trasy koncertowej w listopadzie roku poprzedniego. Ogłosił także, że ich miejsce w składzie zajęli Aleksander Kaczmarek (gitary), Maciej Buczyński (gitara basowa) oraz Marek Radzimiński (perkusja). W następnych latach skład uszczuplił się do duetu Lańczyk/Kaczmarek, któremu towarzyszą muzycy koncertowi Szymon Przybysz (gitara basowa) oraz Radzimiński.

Nagrywana przez kilka lat w studiach nagraniowych w Polsce i Wielkiej Brytanii płyta jest albumem konceptualnym.
W pewnym momencie dotarło do nas że im więcej zrobimy sami, tym większa kontrola nad tym materiałem i jego formą zostaje w naszych rękach. Bardzo nam na tym zależało, żeby był to kompletny obraz naszych muzycznych aspiracji, i myślimy że się udało. We dwóch nagraliśmy ponad 90% instrumentów na ten album. Sami to zarejestrowaliśmy i zmiksowaliśmy. Zdecydowanie sprawiło to że cały proces był dla nas bardzo osobisty. Pisząc teksty, i szukając warstw lirycznych sięgaliśmy tylko i wyłącznie do własnych przeżyć i odczuć. Tytułowa piosenka jest o naszej determinacji w dążeniu do pozostania na muzycznej drodze. Piosenka Tacy mali opowiada o naszym czasie w Warszawie, gdzie próbowaliśmy stworzyć nowy skład w 2017 roku, gdzie to miasto całkowicie nas przerosło. 

- Aleksander Kaczmarek
Na okładce płyty oraz w książeczce znalazły się zdjęcia autorstwa Anny Musiałówny z książki o tym samym tytule. Za zdjęcia grupy odpowiadała Agness Trawczyńska.
Płytę promowało pięć singli, z czego trzy z nich doczekały się własnych teledysków. Za klipy do "Gwiezdnego pyłu" i "Wszystko za życie" odpowiada WE'LL Studio. Teledysk do "Próby przeczekania wiatru" wyreżyserował Artur Mendera.

## Lista utworów
Autorem wszystkich tekstów piosenek jest Łukasz Lańczyk.
1. „Sen nocy letniej” (muz. A. Kaczmarek) − 5:47
2. „Tacy mali” (muz. A. Kaczmarek i Ł. Lańczyk) − 3:09
3. „Na ulicach wielkich miast” (muz. A. Kaczmarek) − 4:26
4. „Gwiezdny pył” (muz. A. Kaczmarek) − 4:01
5. „Próba przeczekania wiatru” (muz. A. Kaczmarek, Ł. Lańczyk i M. Radzimiński) − 5:41
6. „Wszystko za życie” (muz. A. Kaczmarek i Ł. Lańczyk) − 4:50
7. „Nierzeczywistość” (muz. A. Kaczmarek, Ł. Lańczyk, M. Radzimiński i M. Buczyński) − 3:54
8. „Bezmiłość” (muz. A. Kaczmarek) − 5:06
9. „Meteor” (muz. A. Kaczmarek i Ł. Lańczyk) − 5:59

## Twórcy
| Skład zespołu (live) - Łukasz Lańczyk - wokal, gitara elektryczna i instrumenty klawiszowe - Aleksander Kaczmarek - gitara elektryczna, wokal wspomagający, gitara basowa, produkcja i realizacja nagrań - Szymon Przybysz - gitara basowa - Marek Radzimiński - perkusja, loopery, chórki | Gościnnie wystąpili - Marcin Wujek - skrzypce i wiolonczela (4) - Krzysztof Kessler - fortepian (5) |